# Рудольф Шмундт
Рудольф Шмундт (нім. Rudolf Schmundt; 13 серпня 1896, Мец — 1 жовтня 1944, Растенбург) — генерал піхоти вермахту, головний ад'ютант Адольфа Гітлера.

## Біографія
Спадковий військовий, Шмундт поступив на армійську службу в серпні 1914 року, після закінчення гімназії, в підрозділ, яким командував його батько, і перебував на службі під час всієї Першої світової війни, досягнувши чину лейтенанта. З 1921 року — кадровий офіцер рейхсверу.
29 січня 1938 року призначений головним ад'ютантом Гітлера і до кінця життя перебував в його найближчому оточенні. З жовтня 1942 по червень 1944 року також ще очолював кадрове управління сухопутних військ.
В результаті вибуху бомби під час Растенбурзької наради в ставці Гітлера Шмундт отримав важкі поранення, від яких помер через два з половиною місяці.

## Спадок
Докладні записи, які Шмундт вів в ході секретних нарад у Гітлера, після закінчення Другої світової війни були представлені на Нюрнберзькому процесі як докази обвинувачення.

## Звання
- Фанен-юнкер (4 серпня 1914)
- Лейтенант (22 березня 1915)
- Обер-лейтенант (1 травня 1926)
- Гауптман (капітан) (1 лютого 1932)
- Майор (1 січня 1936)
- Оберст-лейтенант (підполковник) (1 жовтня 1938)
- Оберст (полковник) (4 серпня 1939)
- Генерал-майор (1 січня 1942)
- Генерал-лейтенант (1 квітня 1943)
- Генерал піхоти (1 вересня 1944)

## Нагороди[2]

### Перша світова війна
- Залізний хрест 2-го і 1-го класу
- Нагрудний знак «За поранення» в чорному

### Міжвоєнний період
- Рятувальна медаль (1926)
- Почесний хрест ветерана війни
- Медаль «За вислугу років у Вермахті» 4-го, 3-го, 2-го і 1-го класу (25 років)
- Медаль «У пам'ять 13 березня 1938 року»
- Медаль «У пам'ять 1 жовтня 1938» із застібкою «Празький град»

### Друга світова війна
- Данцизький хрест 2-го класу
- Орден Хреста Свободи 1-го класу з мечами (Фінляндія) (11 червня 1942)
- Золотий партійний знак НСДАП (1 квітня 1943)
- Золотий почесний знак Гітлер'югенду (19 червня 1943)
- Нагрудний знак «За поранення 20 липня 1944» в золоті (20 липня 1944)
- Німецький Орден 1-го ступеня (№ 7; 7 жовтня 1944) — нагороджений посмертно.

## Згадки в культурі
- Згадується у серіалі «Сімнадцять миттєвостей весни» як один з ад'ютантів Гітлера, що є анахронізмом, оскільки дія фільму відбувається в лютому-березні 1945 року.